# Al-Kit Kat
 (janvier 2020).
Si vous disposez d'ouvrages ou d'articles de référence ou si vous connaissez des sites web de qualité traitant du thème abordé ici, merci de compléter l'article en donnant les références utiles à sa vérifiabilité et en les liant à la section « Notes et références ».
Pour plus de détails, voir Fiche technique et Distribution.
Al-Kit Kat (ألكيت كات) est un film égyptien réalisé par Daoud Abdel Sayed, sorti en 1991.

## Synopsis
Cheikh Houssni est aveugle et vit avec son fils et sa mère dans le quartier populaire de Kit-Kat près du Caire.
Après la mort de sa femme, Cheikh Houssni n'aspire plus dans la vie qu'à fumer du hachich et rêve de conduire une moto tout seul.
Il entre en conflit avec son fils qui veut vendre la maison familiale pour pouvoir émigrer en Europe.

## Fiche technique
- Titre : Al-Kit Kat
- Titre original : ألكيت كات
- Réalisation : Daoud Abdel Sayed
- Scénario : Ibrahim Aslane, Daoud Abdel Sayed
- Pays d'origine :  Égypte
- Date de sortie : 1991

## Distribution
- Mahmoud Abdel Aziz : Cheikh Houssni
- Cherif Mounir : Youssef, le fils
- Aida Riyad : Fatima, la femme divorcée
- Amina Rizk : la mère